# Bandeiras lésbicas
A bandeira lésbica é um símbolo da comunidade lésbica. Embora existam vários, alguns com controvérsias, nenhum design para a bandeira lésbica foi amplamente adotado como oficial, mesmo havendo preferências pessoais.

## História
A bandeira lésbica de lábris foi criada em 1999 pelo designer gráfico Sean Campbell e publicada em junho de 2000 na edição de Palm Springs da edição do Gay and Lesbian Times. A projeção envolve lábris, uma espécie de machado de duas pontas, sobreposto ao triângulo preto invertido, sobre um fundo violeta, com base na organização chamada Ameaça Lavanda. Entre suas funções, o lábris foi associado como uma arma usada pelas amazonas da mitologia. Na década de 1970, foi adotado como um símbolo de empoderamento pela comunidade lésbica feminista. As mulheres consideradas associais pelo Terceiro Reich por não se conformarem com o ideal nazista de mulher, que incluía mulheres homossexuais, eram condenadas a campos de concentração e usavam um emblema de triângulo negro invertido para identificá-las. Algumas lésbicas reivindicaram este símbolo como os gays reivindicaram o triângulo rosa (muitas lésbicas também reivindicaram o triângulo rosa, embora as lésbicas não tenham sido incluídas no parágrafo 175 do código penal alemão, pois ainda foram perseguidas). A cor violeta passou a ser associada às lésbicas por meio da poesia de Safo. A bandeira é problematizada por ter sido feita por um homem gay cisgênero, por ser usada em grande escala por TERFs e pelo triângulo em relação ao nazismo/antissemitismo. Versões sem o triângulo e com lábris alternativos são utilizadas por vezes.
A bandeira lésbica "rosa" consiste em seis tons de vermelho e rosa com uma barra branca no centro. O design é iterado da bandeira lésbica de batom [en] (em inglês:  lipstick lesbian), que inclui um beijo vermelho e foi apresentada no weblog This Lesbian Life em 2010. A bandeira lésbica com batom representa apenas "mulheres homossexuais que têm uma expressão de gênero mais feminina" e não foi amplamente adotada; por excluir lésbicas butch. No entanto ignorando as problemáticas por trás dessa bandeira, sua variante rosa sem beijo atraiu mais uso. Mas sempre foi muito criticada por lésbicas butch e masculinizadas. A dona do blog foi acusada de cissexismo e racismo por declarações de dentro do blog e bifobia/monossexismo em tuítes, acusações que levaram ela a deletar seu blog. A bandeira lésbica lipstick também foi acusada de plágio da bandeira Cougar [es] (em português:  papa-anjo), que por sua vez é baseada na bandeira urso e leather, que se inspiram nas bandeiras do arco-íris de Gilbert Baker.
Diversas bandeiras lésbicas foram criadas a fim de substituir a lipstick, mas só a bandeira sunset se popularizou o suficiente para fazer com que a lipstick cair em desuso. A bandeira lésbica "sunset" (pôr-do-sol em inglês) ou "laranja-rosa" foi modelada a partir da bandeira rosa 'lipstick", com a de sete listras introduzida no Tumblr em 2017, com cores laranja escuro representando 'não-conformidade de gênero', laranja para 'independência', laranja claro para 'comunidade', branco para 'relacionamentos únicos com a feminilidade', rosa para 'serenidade e paz', rosa empoeirado para 'amor e sexo' e rosa escuro para femmes. A bandeira também incluía mulheres trans e pessoas não binárias. Uma versão com cinco listras logo foi derivada das cores da de 2017 em 2018.
Uma bandeira inspirada em um poema de Safo foi projetada em junho de 2018, com cores roxo, para amor sáfico, rosa, para fragilidade, amarelo, para força, e verde, para recuperação/cura, como alternativa às demais.

## Galeria

Bandeira de lábris, criada em 1999[28]
Bandeira de lábris sem triângulo[14]
Variante arco-íris, com um duplo-Vênus (⚢) no cantão[29]
Outra bandeira do arco-íris com duplo-Vênus
Bandeira lésbica/sáfica inspirada no poema de Safo
Variante de três cores, roxo, rosa e laranja[30][31]
Ilustração da lipstick lesbian, criada em 2010[16]
Bandeira rosa derivada da lipstick lesbian[15]
Variante de 7 listras[23]
Bandeira lésbica sunset[24]

## Bandeiras em eventos

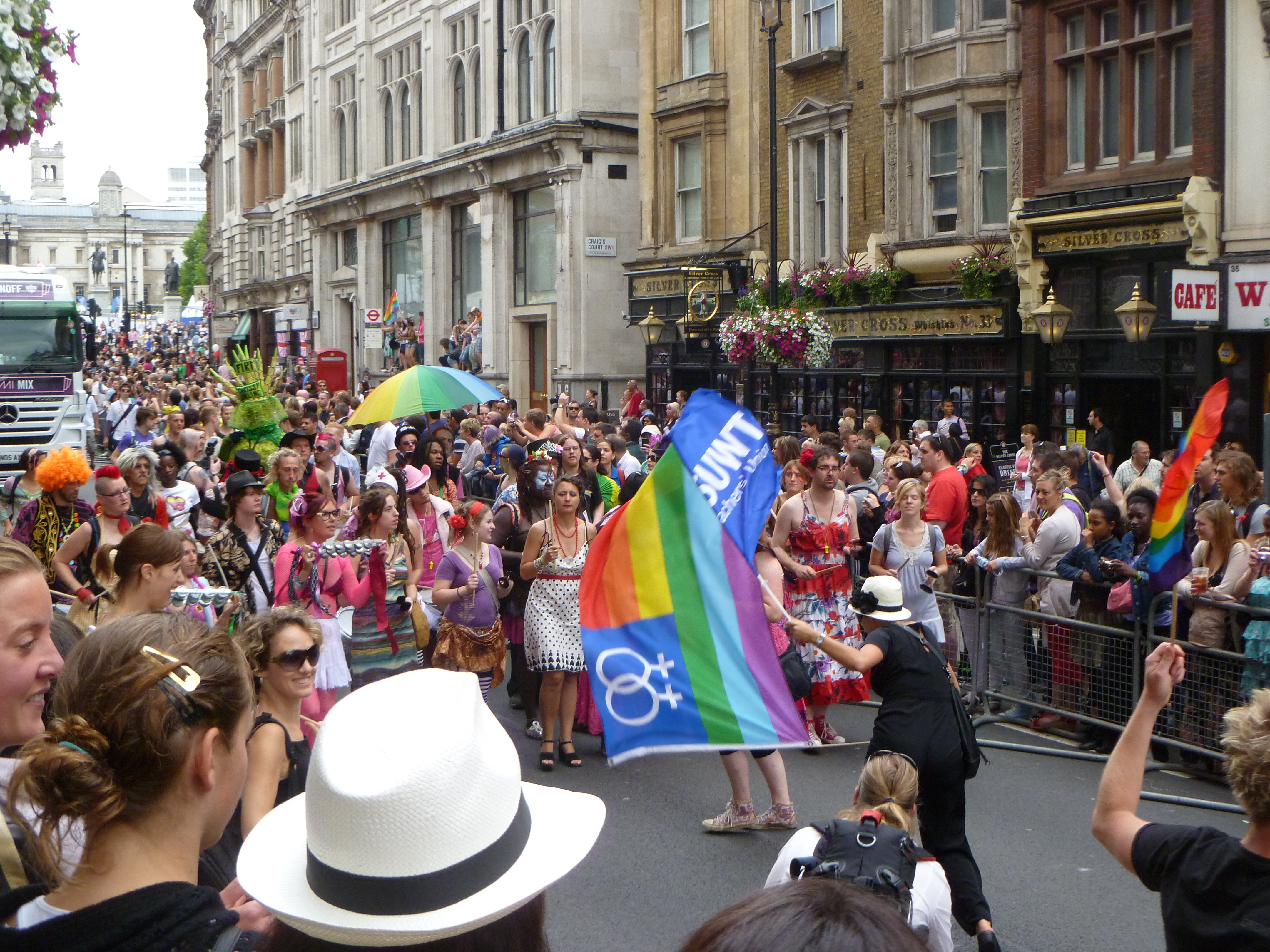
Bandeira arco-íris de duplo-Vênus em parada London Pride [en], Inglaterra, 2011
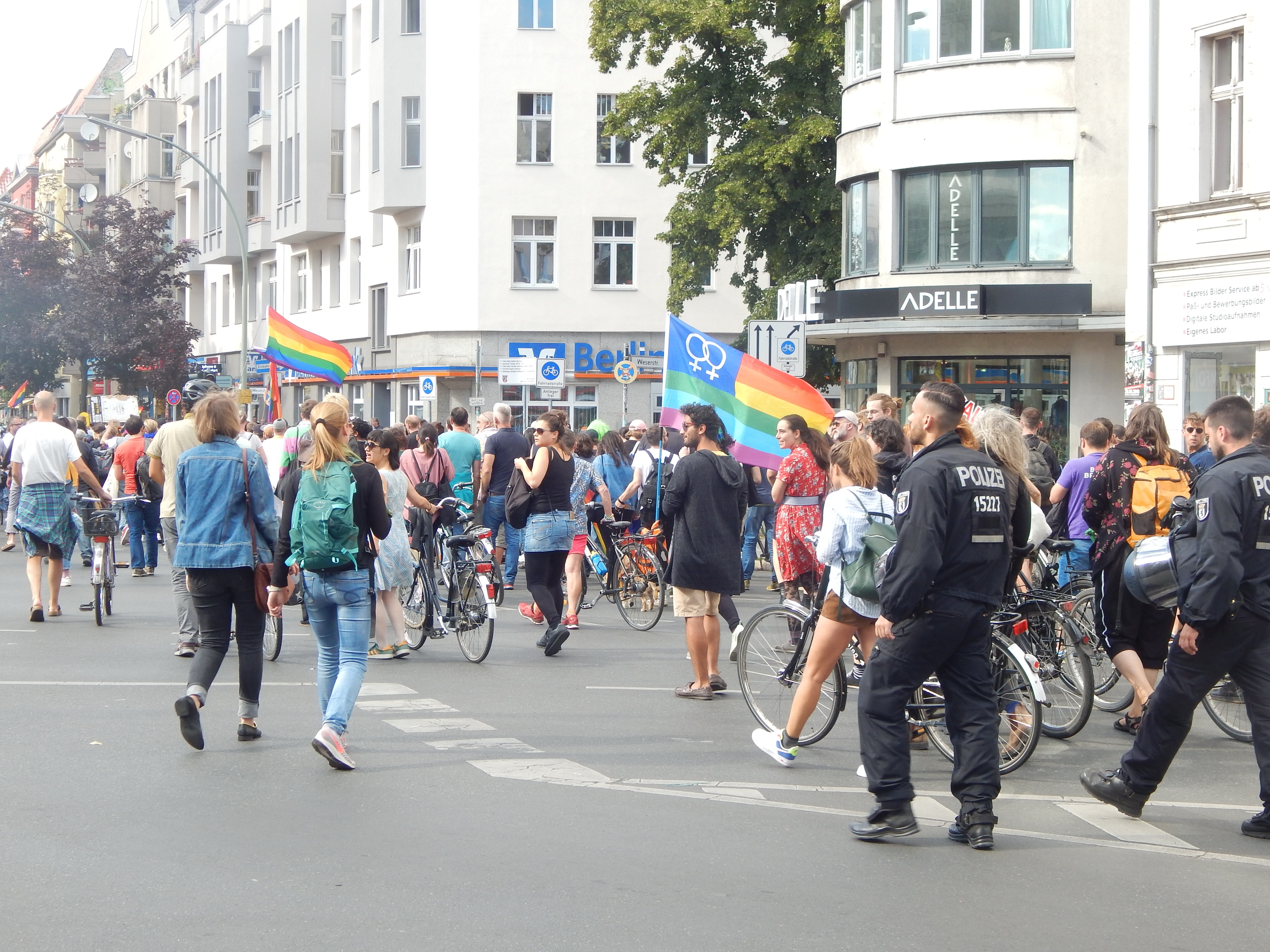
Bandeira arco-íris de duplo-Vênus em demonstração de solidariedade Istanbul Pride [en], Berlim, Alemanha, 2018
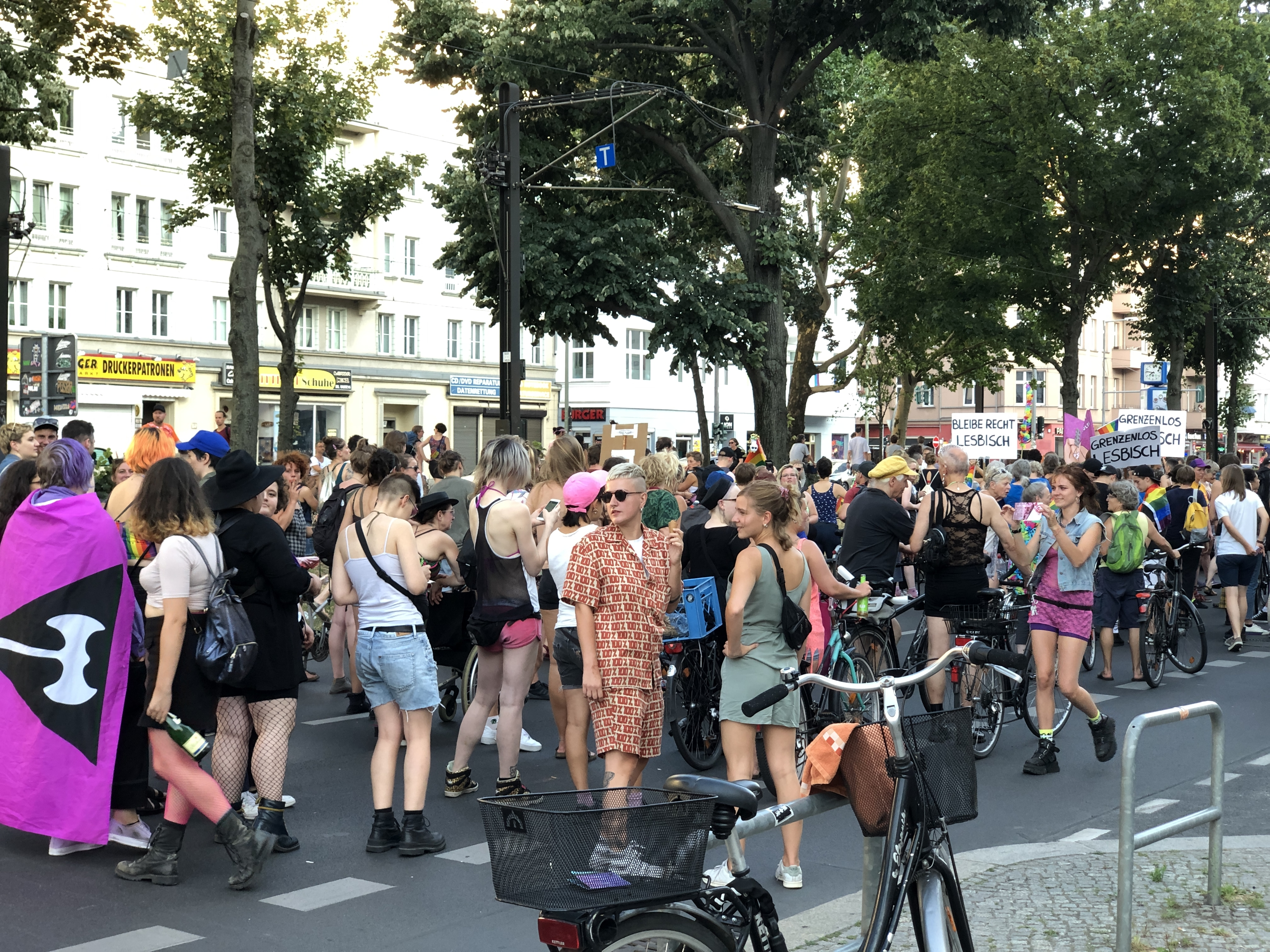
Bandeira de lábris na Dyke March [en], Alemanha, 2019
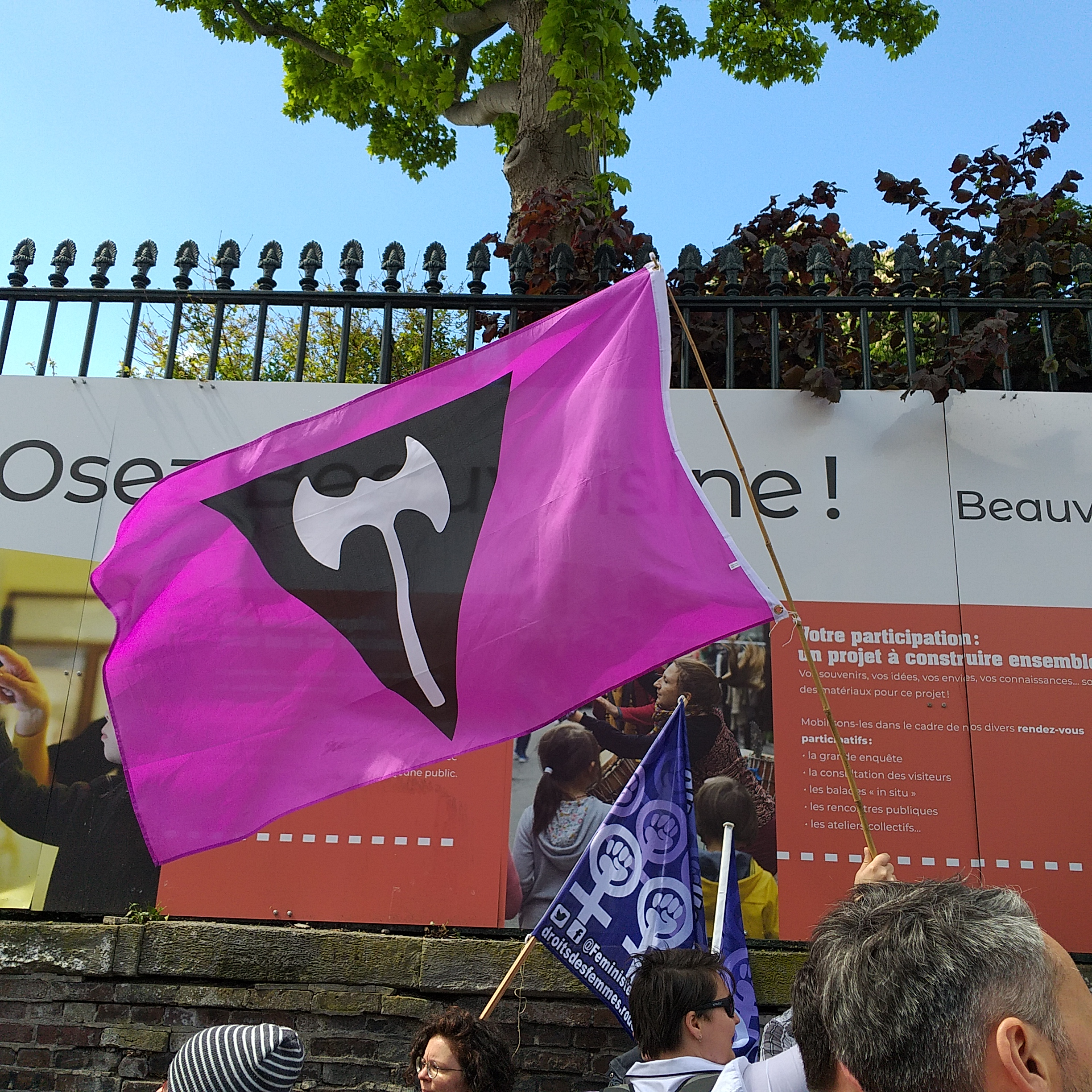
Bandeira de lábris em marcha do orgulho, Ruão, França, 2019
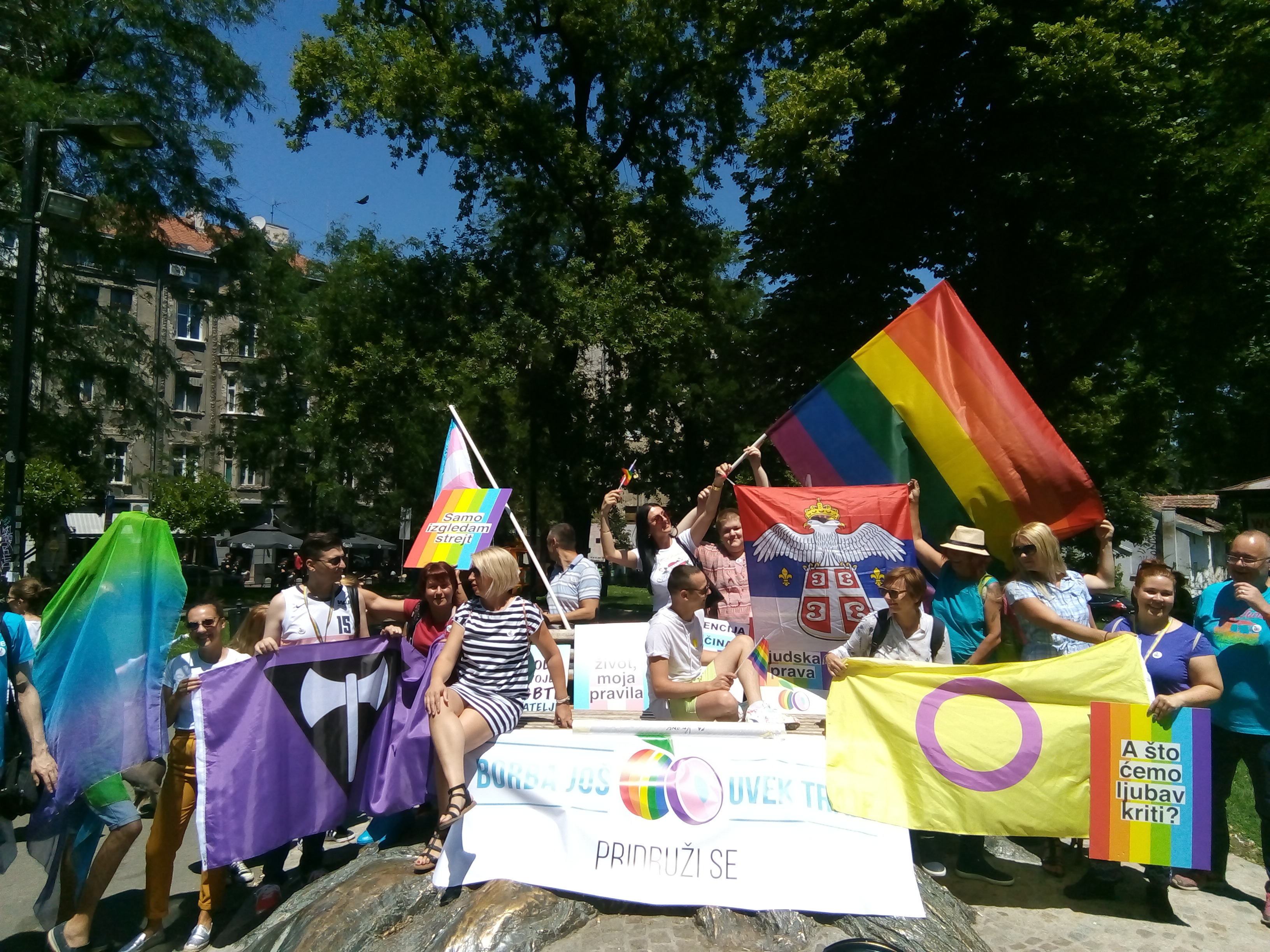
Bandeira de lábris em Pride Serbia, Belgrado, Sérvia, 2019
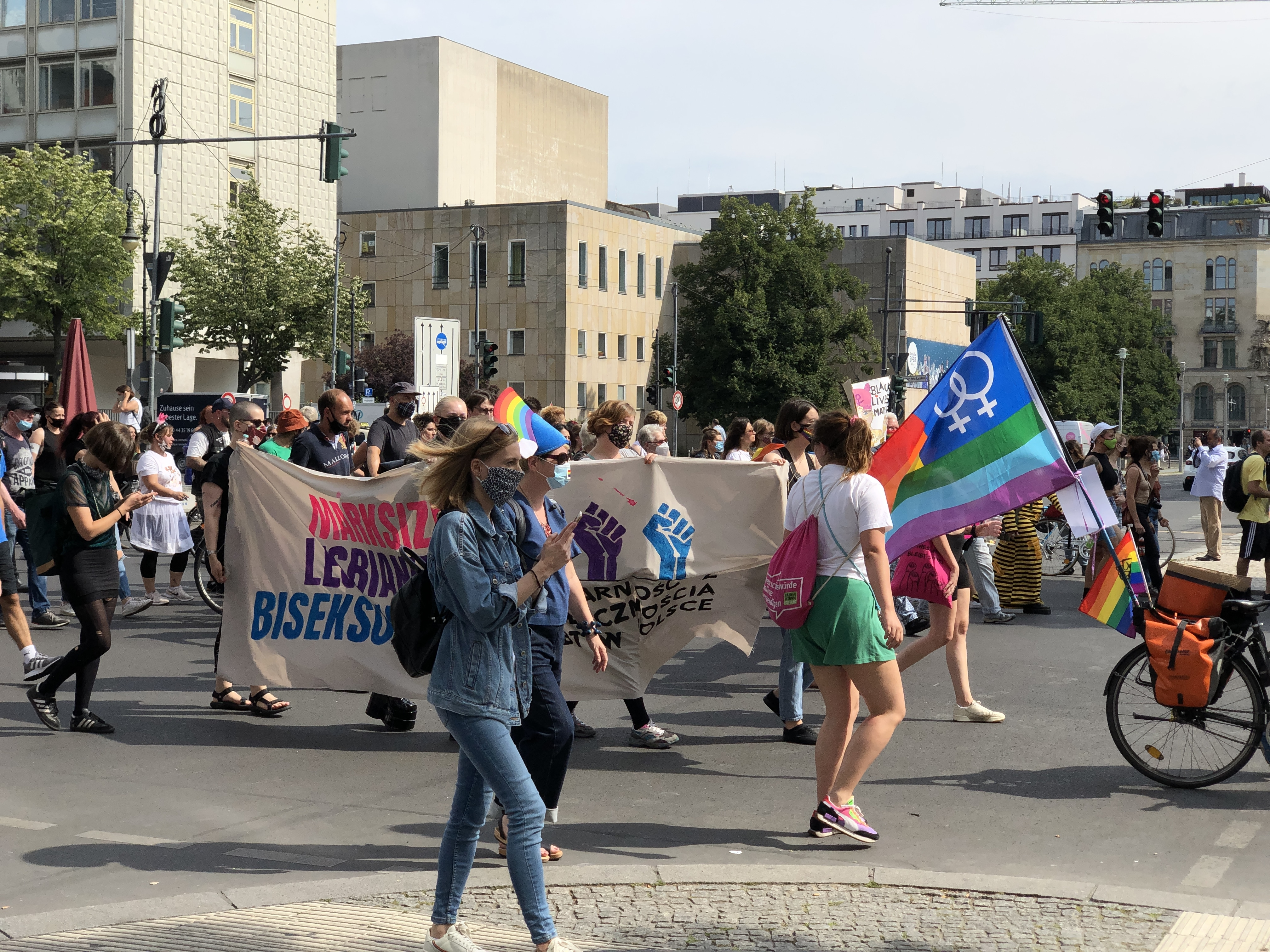
Bandeira arco-íris de duplo-Vênus na marcha sapatão de Berlim, Alemanha, 2020
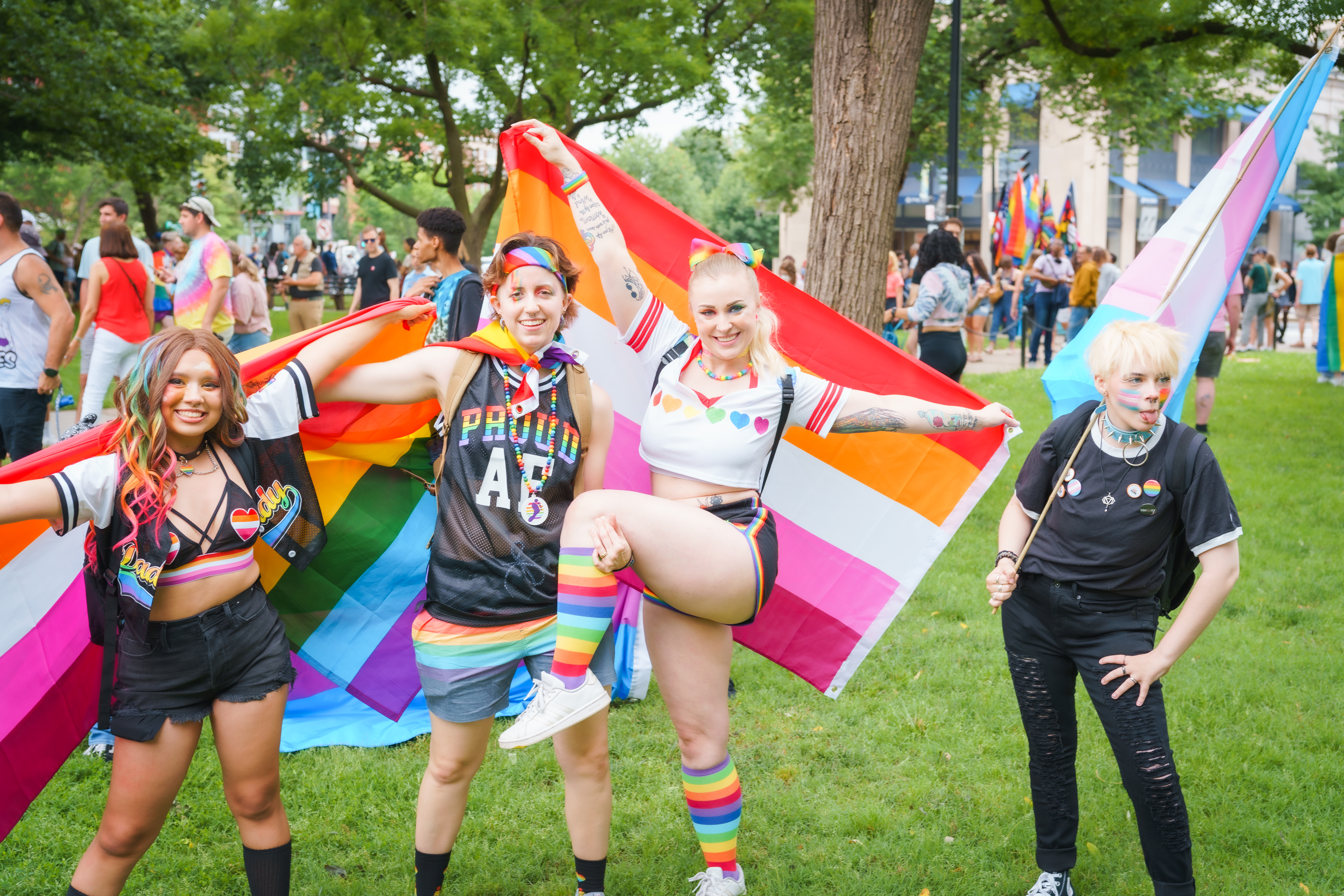
Bandeiras de cinco listras na Caminhada Capital do Orgulho, em Washington, D.C., EUA, 2021
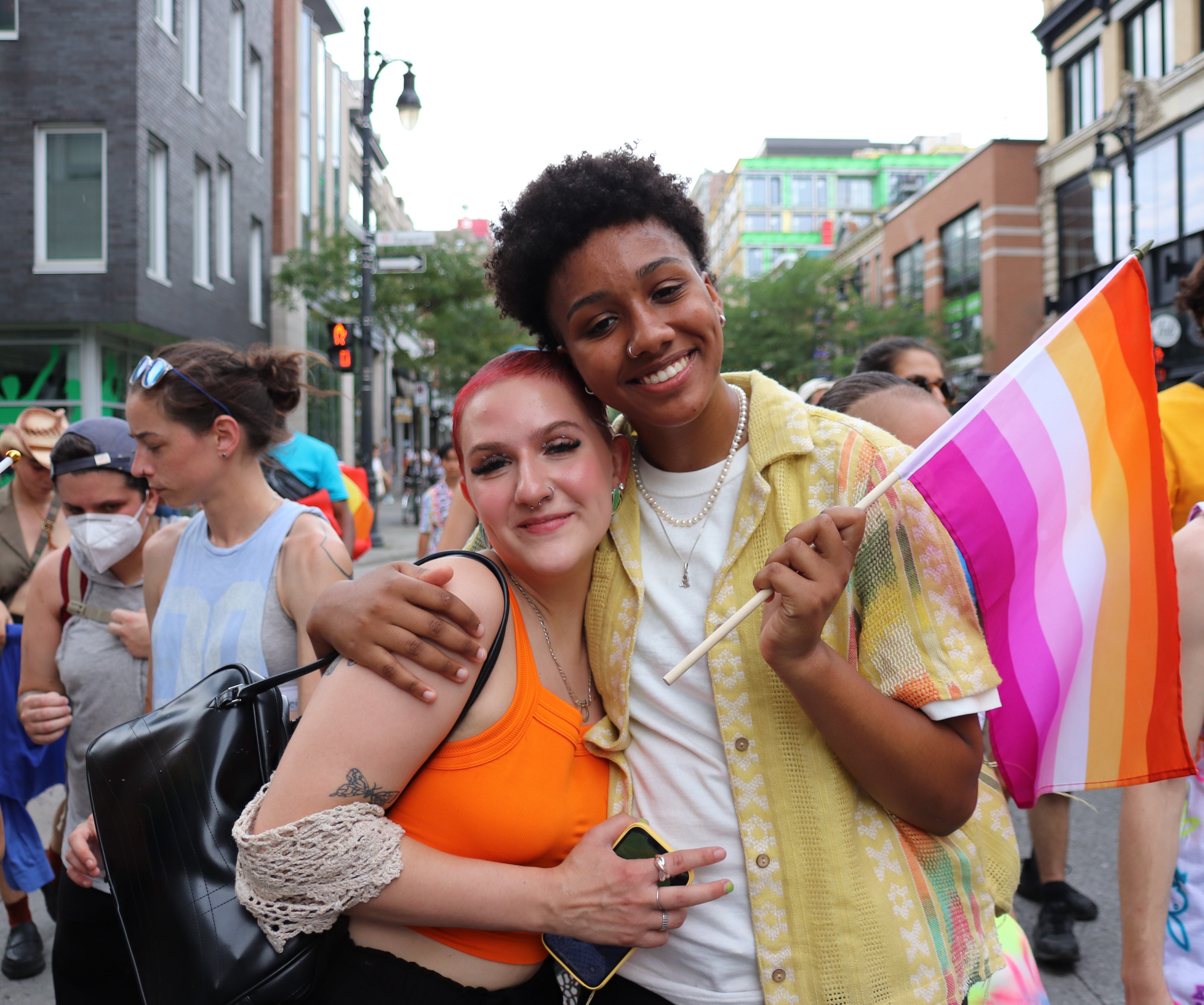
Bandeira de sete listras na parada de Montreal em 2022